# Xã Mahoning, Quận Lawrence, Pennsylvania
Xã Mahoning (tiếng Anh: Mahoning Township) là một xã thuộc quận Lawrence, tiểu bang Pennsylvania, Hoa Kỳ. Năm 2010, dân số của xã này là 3.083 người.